# Kathy Keeler
Kathryn Elliott "Kathy" Keeler-Parker (ur. 3 listopada 1956 w Galveston) – amerykańska wioślarka, złota medalistka olimpijska i srebrna medalistka mistrzostw świata.

## Kariera
Wystąpiła na igrzyskach olimpijskich w Los Angeles w 1984, gdzie osada USA w składzie: Jeanne Flanagan, Holly Metcalf, Carol Bower, Carie Graves, Shyril O’Steen, Kristine Norelius, Kristen Thorsness, Kathy Keeler i Betsy Beard zdobyła złoty medal w ósemkach. W wyścigu finałowym o 1,07 sekundy wyprzedziły Rumunki, a o 3,12 sekundy pokonały osadę Holandii. Był to jej jedyny start olimpijski. W 1980 znalazła się w reprezentacji USA na igrzyska olimpijskie w Moskwie, jednak ostatecznie nie wystartowała, z uwagi na bojkot zawodów przez USA.
Zdobyła ponadto srebrny medal w czwórkach ze sternikiem na mistrzostwach świata w Lucernie (1982).
Kształciła się na Wesleyan University. Po zakończeniu kariery została trenerką wioślarstwa.